# Rachel Hawkins
Rachel Hawkins (* 23. November 1979)  ist eine US-amerikanische Autorin, die Jugendbücher und Jugendfantasyromane verfasst.

## Leben
Rachel Hawkins wurde in Virginia, USA geboren und ist in Alabama, USA aufgewachsen, wo sie auch heute noch mit ihrem Mann, einem Geologen, und ihrem Sohn lebt.
 Sie studierte an der Auburn University und arbeitete anschließend drei Jahre lang als Lehrerin, bevor sie sich dazu entschied Schriftstellerin zu werden.
Seit 2004 versuchte sie sich am Schreiben. Dies gab sie für ihre Lehrerkarriere zunächst auf, bis ihr 2007 die Idee zu ihrer ersten Reihe Hex Hall kam. Der erste Teil der Geschichte über die Dämonin Sophie Mercer erschien 2010. Damit erlangte Hawkins internationale Bekanntheit.
Um sich von dem Harry-Potter-Thema abzugrenzen, erschuf sie eine Schule für Hexen und andere Prodigien, die durch ihren negativen Ruf im Gegensatz zu der beliebten Hogwarts-Schule für Hexerei und Zauberei steht.
Nach ihrem Erfolg schrieb sie noch weitere Reihen und Bücher, von denen aber nur die Royals-Reihe ins Deutsche übersetzt wurde.

## Auszeichnungen
- 2011 war sie mit Demonglass auf Platz 5 der Children's Chapter Books-Liste der New York Times.[5]

## Werke

### Hex Hall
Die Bücher wurden in englischer Sprache vom Disney Hyperion Verlag veröffentlicht. Die deutsche Übersetzung von Michaela Link wurde bei Egmont LYX herausgegeben.
1. Hex Hall. 2010, ISBN 978-1-4231-2139-8
Hex Hall - Wilder Zauber. 2010, ISBN 978-3-8025-8437-4.
2. Demonglass. 2011, ISBN 978-1-4231-2131-2
Hex Hall - Dunkle Magie. 2011, ISBN 978-3-8025-8240-0.
3. Spell Bound. 2012, ISBN 978-1-4231-2132-9
Hex Hall - Dämonenbann. 2012, ISBN 978-3-8025-8241-7.
4. Spin Off: School Spirits: A Hex Hall Novel. 2013, ISBN 978-1-62406-894-2.

### Rebel Belle
Die Reihe wurde in englischer Sprache bei G. P. Putnam’s Sons veröffentlicht. 2017 erschien eine Sonderausgabe, in der Teil 1 und 2 zu einem Buch zusammengefasst wurden, bei Penguin Random House.
1. Rebel Belle. 2014, ISBN 978-1-62923-450-2.
2. Miss Mayhem. 2015, ISBN 978-0-399-25694-3.
3. Lady Renegades. 2016, ISBN 978-0-399-25695-0.
4. Debutantes & Deggers. (Rebel Belle und Miss Mayhem) 2017, ISBN 978-0-451-47868-9.

### Royals
Die Bücher wurden in englischer Sprache von G. P. Putnam’s Sons veröffentlicht. Die deutsche Übersetzung von Claudia Max wurde beim cbj Verlag herausgegeben.
1. Royals / Prince Charming. 2018, ISBN 978-1-5247-3823-5
 Royals - Prinz Charming gesucht 2019, ISBN 978-3-570-16540-9.
2. Her Royal Highness. 2019, ISBN 978-1-5247-3826-6
Royals - Herzenprinzessin 2021, ISBN 978-3-570-16541-6.

### Einzelbände
- Journey's End. G. P. Putnam’s Sons, 2016, ISBN 978-0-399-16960-1.
- Ruby and Olivia. G. P. Putnam's Sons, 2017, ISBN 978-0-399-16961-8.
- The Wife Upstairs. St. Martin's Press, 2021, ISBN 978-1-250-24549-6.
- Reckless Girls. HarperCollins, London 2022, ISBN 978-0-00-849558-9.
  - Windnacht. Heyne, München 2023, ISBN  978-3-453-42702-0.

### Mitwirkung in Anthologien
- Saundra Mitchel: Defy the Dark. HarperCollins, 2013, ISBN 978-0-06-212354-1.
- Christine Johnson: Grim. Harlequin, 2014, ISBN 978-0-373-21108-1.